# آتول را
آتول را هو تقسيم إداري مالديفي وآتول من آتولات جزر المالديف، عاصمته هي أونغوفارو.